# Jämijärvi
Jämijärvi is een gemeente in de Finse provincie West-Finland en in de Finse regio Satakunta. De gemeente heeft een landoppervlakte van 215,09 km² en telt 1.683 inwoners (2022).
De gemeente bestaat uit het kerkdorp Jämijärvi en de dorpen Kauppila, Kontti, Palokoski, Peijari, Pitkäniemi, Ruupanperä, Suurimaa, Sydänmaa, Tykköö en Vihu.

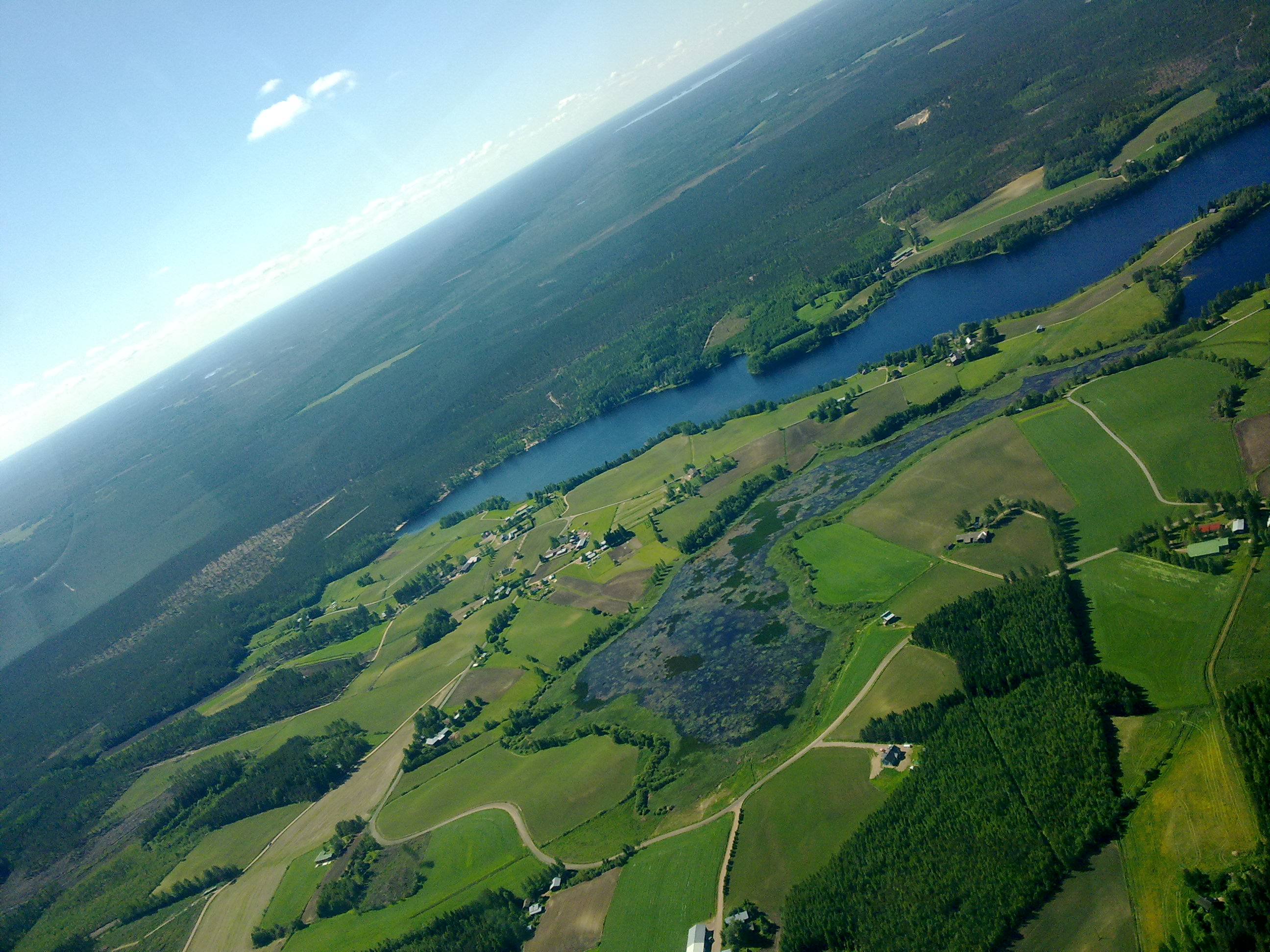